# Lamyra dimidiata
Lamyra dimidiata är en tvåvingeart som först beskrevs av Friedrich Hermann Loew 1847.  Lamyra dimidiata ingår i släktet Lamyra och familjen rovflugor. Inga underarter finns listade i Catalogue of Life.